# Karakumosa turanica
Karakumosa turanica Logunov & Ponomarev, 2020 è un ragno appartenente alla famiglia Lycosidae.

## Etimologia
Il nome proprio è in riferimento latinizzazione aggettivale della regione dell'Asia centrale in cui sono stati rinvenuti gli esemplari, il Tūrān, regione storica asiatica situata a cavallo degli odierni Turkmenistan, Uzbekistan e Kazakistan.

## Caratteristiche
L'olotipo maschile ha un cefalotorace lungo 10,70mm, e largo 8,50mm.
Il paratipo femminile ha un cefalotorace lungo 12,60mm, e largo 9,60mm.

## Distribuzione
Gli esemplari sono stati reperiti in alcune località del Turkmenistan e dell'Uzbekistan, ma si ritiene che la specie sia diffusa nelle pianure del Turan, regione zoogeografica dell'Asia centrale. Alcuni dei vecchi esemplari rinvenuti nel 1895 ed attribuiti a Lycosa alticeps potrebbero anche appartenere a questa specie.

## Tassonomia
Questa specie ha varie caratteristiche in comune con la K. alticeps. 
Se ne distingue per:
1. Estensione prossimale dell'apofisi mediana larga il doppio della lunghezza, con rilievo prolaterale marcatamente appuntito.
2. Dente mediano dell'embolo di forma quadrangolare.
3. Lamina trasversale posteriore dell'epigino è a forma di ancora, con margine posteriore convesso, e le spermateche sono alquanto parallele fra loro[1].

Al 2021 non sono note sottospecie e dal 2021 non sono stati esaminati nuovi esemplari.